# Ga bệnh viện đại học Yeungnam

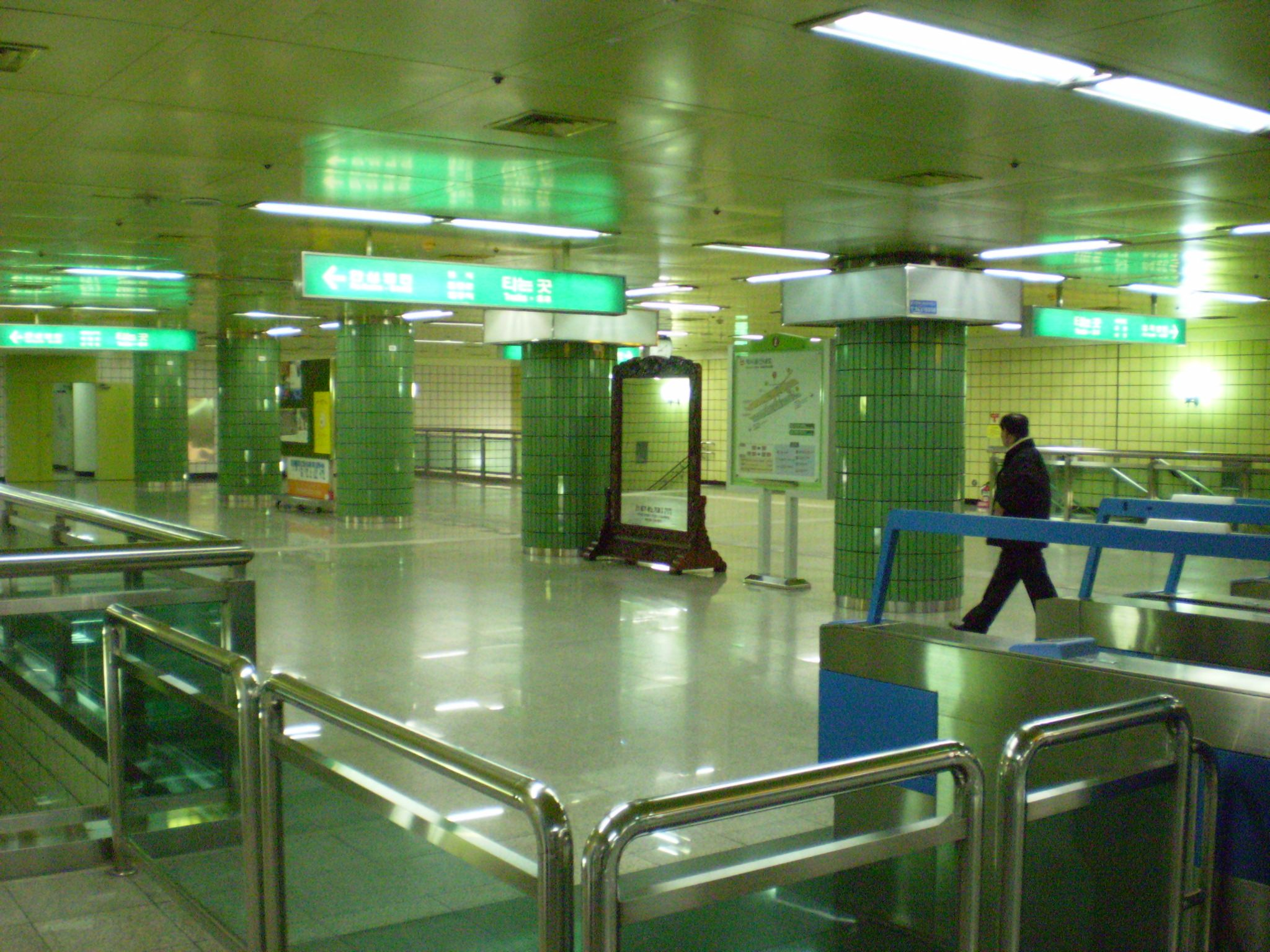
Hành lang ga

Ga bệnh viện đại học Yeungnam là ga của Tàu điện ngầm Daegu tuyến 1 ở Daemyeong-dong, quận Nam, Daegu, Hàn Quốc. Nó có tên như vậy bởi vì trước đó bệnh viện đại học Yeungnam (Yeongdae-byeongwon) nằm gần đó.

## Liên kết
- DTRO ga ảo[liên kết hỏng]